# Гаврилов, Михаил Александрович (учёный)
Михаил Александрович Гаврилов (24 ноября 1903, Москва — 29 апреля 1979, Москва) — советский учёный, стоявший у истоков отечественных информатики и кибернетики; доктор технических наук (1946), профессор (1948), член-корреспондент Академии наук СССР (1964).

## Биография
Родился 11 ноября 1903 года в Москве в семье артиста балета Большого театра — Александра Митрофановича Гаврилова, мать — Елизавета Сергеевна Гаврилова — была зубным врачом.
После окончания московской 109-й трудовой школы, в 1920 году, поступил курсантом на Высшие железнодорожные курсы, но через год перевёлся в МВТУ, которое окончил в 1925 по специальности «инженер-электрик».
В 1926—1935 годах Гаврилов работал инженером-диспетчером, затем — начальником цеха экспериментальной лаборатории МОГЭС (с 1932 года — «Мосэнерго»). Здесь в 1926—1928 годах им была предложена и введена в эксплуатацию одна из первых систем телеуправления в СССР. В 1932 году он создал первое отечественное устройство телеуправления — телесигнализацию для энергосистем. Одновременно читал лекции на различных курсах повышения квалификации, а также в Московском энергетическом институте, где в 1934 году основал и возглавил кафедру автоматики и телемеханики. В 1936—1949 годах — преподаватель, затем — заведующий кафедры автоматики и телемеханики Заочного политехнического института. Кандидат технических наук с 1938 года.
С 1936 года и до конца жизни Михаил Александрович работал в Комиссии по автоматике и телемеханике при Академии наук, затем — в созданном на её базе в 1939 году Институте автоматики и телемеханики (с 1969 года — Институт проблем управления) Академии наук СССР. М. А. Гавриловым за время его деятельности было опубликовано более 250 работ. Первая, посвящённая сетям электропередач, была опубликована в 1928 году, последние работы, посвящённые системам автоматизации проектирования, — в 1979 году.
Умер 29 апреля 1979 года в Москве.

## Награды
- три ордена Трудового Красного Знамени (в т.ч. 27.03.1954)
- медали
- медаль Республики Румыния (1969)
- медаль Академии наук ГДР (1977)[3]

## Из библиографии
- Применение телемеханики в энергетических системах / Инж. М. А. Гаврилов; Мосэнерго. — [Москва] : тип. Госбанка в СССР, [1933]. — 24 с. : схем.; 25х18 см. — (Материалы по вопросам технической реконструкции электрической связи и развития слаботочной промышленности во 2 пятилетке/ Телемеханика).
- Автоматизация электрических станций / доц. М. А. Гаврилов. — Москва ; Ленинград : Объедин. науч.-техн. изд. Глав. ред. энергетич. лит-ры, 1937 (Москва : школа ФЗУ треста «Полиграфкнига»). — Обл., 35 с., 1 с. «Для заметок», 1 вкл. л. схем. : черт., схем.; 20х14 см. — (Университет физико-химии и энергетики им. акад. Н. Д. Зелинского / «Всес. совет науч.-инж.-техн. об-в ВСНИТО» Вып. 20).
- Телемеханизация диспетчерского управления энергетическими системами / Доц. М. А. Гаврилов. — Москва ; Ленинград : ГОНТИ. Ред. энергетич. лит-ры, 1938 (Л. : Тип. «Кр. печатник»). — 492 с., 2 вкл. л. табл. : ил.; 22 см.
- Теория релейно-контактных схем : Анализ и синтез структуры релейно-контактных схем / М. А. Гаврилов, д-р техн. наук ; Акад. наук СССР. Ин-т автоматики и телемеханики. — Москва ; Ленинград : Изд-во и 2-я тип. Изд-ва Акад. наук СССР, 1950. — 304 с., 1 л. схем. : схем.; 27 см.
- Структурная теория релейных устройств: Лекция : Для слушателей фак. усовершенствования инженеров специализации «Автоматика и телемеханика» и для студентов электрофиз. фак. специальности «Автоматич., телемехан. и электроизмерит. приборы и устройства» / Д-р техн. наук проф. М. А. Гаврилов; М-во высш. образования СССР. Всесоюз. заоч. энергет. ин-т. — Москва : [б. и.], 1959—1961. — 3 т.; 20 см.
  - Ч. 1. — 1959. — 115 с. : ил.
  - Ч. 2. — 1960. — 176 с. : черт.
  - Ч. 3: Бесконтактные релейные устройства. — 1961. — 108 с. : черт.
- Сигнализация и прогнозирование отказов в дискретных управляющих устройствах со структурной избыточностью / М. А. Гаврилов. (СССР). — Москва : [б. и.], 1963. — 20 с. : ил.; 21 см. — (Доклад, представленный на Второй Международный конгресс ИФАК г. Базель, Швейцария (27 августа — 4 сентября 1963 г./ Междунар. федерация по автомат. упр. (ИФАК). Нац. ком. Советского Союза по автомат. упр.; 151).
- Теория конечных и вероятностных автоматов / Отв. ред. д-р техн. наук проф. М. А. Гаврилов. — Москва : Наука, 1965. — 403 с., 2 л. табл. : схем.; 27 см. — (Труды Международного симпозиума по теории релейных устройств и конечных автоматов. ИФАК/ Акад. наук СССР. Нац. ком. Советского Союза по автоматич. управлению; Кн. 1).
- Метод «переходных таблиц» синтеза многовыходных комбинационных структур на произвольных элементах / М. А. Гаврилов, В. М. Копыленко; Ин-т проблем управления. — Москва : [б. и.], 1970. — 47 с. : черт.; 20 см.
- Надёжность дискретных систем / М. А. Гаврилов, В. М. Остиану, А. И. Потехин. — Москва : [б. и.], 1970. — 103 с. : черт.; 21 см. — (Итоги науки. Серия «Математика»/ Гос. ком. Совета Министров СССР по науке и технике. АН СССР. ВИНИТИ. Глав. ред. проф. Р. В. Гамкрелидзе. Теория вероятностей. Математическая статистика. Теоретическая кибернетика; 20; 1969).
- Логическое проектирование дискретных автоматов : Языки, методы, алгоритмы / М.А. Гаврилов, В.В. Девятков, Е.И. Пупырев. - Москва : Наука, 1977. - 351 с. : ил.; 22 см.
- Гаврилов, Михаил Александрович. Избранные труды. Теория релейных устройств и конечных автоматов. — Москва, 1983.

### Научно-популярные
- Новые идеи в области автоматики / М. А. Гаврилов, д-р техн. наук. — Москва : [б. и.], 1959. — 44 с. : ил.; 20 см. — (Знание в массы/ О-во по распространению полит. и науч. знаний РСФСР).

### под его редакцией
- Синтез релейных структур : [Сборник статей] / Отв. ред. д-р техн. наук проф. М. А. Гаврилов. — Москва : Наука, 1965. — 411 с., 1 л. табл. : ил.; 27 см. — (Труды Международного симпозиума по теории релейных устройств и конечных автоматов «ИФАК»/ Акад. наук СССР. Нац. ком. Советского Союза по автоматич. управлению; Кн. 2).
- Основные понятия автоматики : Общие понятия. Воздействия и сигналы. Виды автомат. систем. Виды функцион. блоков и звеньев. Терминология / [Отв. ред. чл.-кор. АН СССР М. А. Гаврилов]. — Москва : Наука, 1966. — 19 с.; 21 см. — (Сборники рекомендуемых терминов/ АН СССР. Ком. науч.-техн. терминологии. Ком. терминологии Нац. ком. СССР по автомат. управлению; Вып. 7).

## Изобретения
Приблизительно в  1955-57 создал кибернетическую модель "Мышь в лабиринте". Эта модель — одна из первых разработок в области кибернетики в СССР. Она имитирует процесс обучения простейшего живого существа: поиск цели и запоминание пути к ней.